# Baiano (ur. 1987)
Wanderson Souza Carneiro znany również jako Baiano (ur. 23 lutego 1987) – brazylijski piłkarz występujący na pozycji obrońcy. Zawodnik klubu Rayo Vallecano. 

## Kariera
Baiano karierę rozpoczynał w 2006 roku w zespole Vila Nova FC. W 2007 roku był stamtąd wypożyczony do Rioverdense. W tym samym roku odszedł do drużyny CRAC. Następni grał w Anápolis FC, a w 2008 roku przeszedł do portugalskiego zespołu CF Os Belenenses. W Primeira Liga zadebiutował 24 sierpnia 2008 w przegranym 0:2 pojedynku z FC Porto. Graczem Belenenses był przez rok.
W 2009 roku Baiano przeszedł do innego zespołu Primeira Liga, FC Paços de Ferreira. Pierwszy ligowy mecz zaliczył tam 16 sierpnia 2009 roku przeciwko FC Porto (1:1). 19 września 2010 w zremisowanym 2:2 spotkaniu z SC Braga strzelił pierwszego gola w Primeira Liga. W 2011 roku dotarł z klubem do finału Pucharu Ligi Portugalskiej.
W połowie 2011 roku Baiano został graczem drużyny SC Braga, także grającej w Primeira Liga. Zadebiutował tam 13 sierpnia 2011 w zremisowanym 0:0 pojedynku z Rio Ave FC. W 2012 roku zajął z zespołem 3. miejsce w Primeira Liga.